# Буксбаум, Фридрих
Фридрих Буксбаум (нем. Friedrich Buxbaum; 23 сентября 1869 — 2 сентября 1948 или 2 октября 1948) — австрийский виолончелист.

## Биография
Окончил Венскую консерваторию (1887), ученик Фердинанда Хельмесбергера. В 1901—1938 гг. концертмейстер виолончелей в Венском филармоническом оркестре.
В 1901—1945 гг. (с перерывом в 1921 г.) играл на виолончели в струнном квартете Арнольда Розе, в том числе и после того, как в 1938 г., как и сам Розе, после аншлюса и введения в Австрии Нюрнбергских расовых законов был уволен из оркестра и вынужден покинуть Австрию, обосновавшись в Великобритании. Участвовал в юбилейном концерте к 80-летию самого Розе (исполнив вместе с юбиляром и Майрой Хесс фортепианное трио Иоганнеса Брамса Op. 8) и в концерте памяти Розе в 1947 году. Выступал вместе с Розе и в других составах — в частности, в фортепианном трио вместе с Юлиушем Вольфсоном или Бруно Вальтером (собственное трио последнего было впервые исполнено этим составом в 1907 году; кроме того, Розе, Буксбаум и Вальтер исполнили в 1910 году премьеру трио Op. 1 юного Эриха Корнгольда). В 1920-е гг. руководил также собственным Квартетом Буксбаума (в составе которого играл, в частности, Эрнст Моравец); выступал с пианистом Игнацем Фридманом и др.
Многолетняя творческая дружба связывала Буксбаума, начиная со студенческих лет, с Александром Цемлинским. Для Буксбаума написана (и впервые им исполнена) ранняя Соната для виолончели и фортепиано (1894), ему же посвящён Струнный квартет № 3 Op. 19 (1924), впервые исполненный Квартетом Буксбаума.
Под руководством Буксбаума начинал заниматься виолончелью юный Эммануэль Фойерман.